# Sofia Teodora de Castell-Remlingen
Sofia Teodora de Castell-Remlingen (en alemany Sophie Theodora zu Castell-Remlingen) va néixer a Castell (Alemanya) el 12 de maig de 1703 i va morir a Herrnuh el 8 de gener de 1777. Era filla de Wolfgang Dietric (1641-1709) i de Dorotea Renata de Zinzendorf-Pottendorf (1669-1743).

## Matrimoni i fills
El 7 de setembre de 1721 es va casar a Castell amb el comte Enric XXIX de Reuss-Ebersdorf (1699-1747), fill d'Enric X de Reuss-Ebersdorf (1662-1711) i d'Edmunda Benigna de Solms-Laubach (1670-1732). El matrimoni va tenir tretze fills: 
- Benigna Renata (1722-1747)
- Enric XXIV (1724-1779), casat amb Carolina Ernestina d'Erbach-Schönberg (1727-1796).
- Enric XXVI (1725-1796)
- Enric XXVIII (1726-1797), casat amb Agnès Sofia de Promnitz (1720-1791).
- Sofia Augusta (1728-1753), casada amb Lluís de Weitelfshausen.
- Carlota Lluïsa (1729-1792)
- Enric XXXI (1731-1763)
- Enric XXXII (1733-1756)
- Enric XXXIII (1734-1791)
- Enric XXXIV (1737-1806)
- Cristiana Elionor (1739-1761)
- Maria Elisabet (1740-1784), casada amb Enric XXV de Reuss-Lobenstein
- Joana Dorotea (1743-1801), casada amb Cristòfol Frederic Levin von Trotha